# Yasuo Haruyama
Yasuo Haruyama (春山 泰雄, Haruyama Yasuo, Tokio, 4 april 1906 – Tokio, 17 juni 1987) was een Japans voetballer die als aanvaller speelde.

## Japans voetbalelftal
Yasuo Haruyama maakte op 27 augustus 1927 zijn debuut in het Japans voetbalelftal tijdens een Spelen van het Verre Oosten tegen China. Yasuo Haruyama debuteerde in 1927 in het Japans nationaal elftal en speelde 4 interlands.

## Statistieken
| Japans voetbalelftal | Japans voetbalelftal | Japans voetbalelftal |
| Jaar                 | Wed.                 | Dlp.                 |
| -------------------- | -------------------- | -------------------- |
| 1927                 | 2                    | 0                    |
| 1928                 | 0                    | 0                    |
| 1929                 | 0                    | 0                    |
| 1930                 | 2                    | 0                    |
| Totaal               | 4                    | 0                    |